# Mont Géroux
Le mont Géroux est une montagne de France située en Haute-Savoie, dans le massif du Beaufortain dont elle constitue l'un des sommets les plus septentrionaux. Avec 2 288 mètres d'altitude, il domine la vallée de l'Arve au nord, notamment Saint-Gervais-les-Bains, le val d'Arly avec Megève à l'ouest et le val Montjoie avec les Contamines-Montjoie à l'est. Il fait partie d'une crête dont le mont Joly, son point culminant, est accessible juste au sud ; au nord-ouest se trouvent la Croix du Christ, le mont Joux et le mont d'Arbois. Ses pentes occidentales sont couvertes de pistes de ski et de remontées mécaniques du domaine skiable Évasion Mont-Blanc avec le télésiège de l'Épaule de Joly qui arrive sous le sommet et celui du Mont Joly qui arrive au-dessus du sommet du mont Géroux et sous celui du mont Joly.